# Spielbewegung
Die Spielbewegung war eine pädagogische Erneuerungsbestrebung zur Reform der Leibesübungen in Deutschland, Österreich und den USA am Ende des 19. und zu Beginn des 20. Jahrhunderts. Erste Initiativen entstanden dort, wo die Verbindungen nach Großbritannien besonders eng waren, wie bei Konrad Koch in Braunschweig, der 1872 den ersten Spielnachmittag einrichtete. Dort waren Sportspiele wie Fußball verbreitet. Die Schrift Woran wir leiden (1881) des Düsseldorfers Emil Hartwich rüttelte die deutsche Gesellschaft auf und führte zum Spielerlass des preußischen Kultusministers Gustav Konrad Heinrich von Goßler, wodurch die Kommunen in Preußen ermutigt wurden, Spiel- und Sportplätze zu bauen sowie einen hausaufgabenfreien Spielenachmittag an den Gymnasien einzurichten.
1891 gründete der preußische Abgeordnete Emil von Schenckendorff zusammen mit Ferdinand August Schmidt den Zentralausschuß zur Förderung der Jugend- und Volksspiele in Deutschland. Ein wesentliches Ziel war die körperliche Ertüchtigung der männlichen Jugend für den Wehrdienst. Teile der Spielbewegung gingen 1911 im Jungdeutschland-Bund auf (pro patria est dum ludere videmur).
Die Spielbewegung stellte auch einen Kompromiss zwischen der Turnbewegung mit ihren Turnspielen und der jungen Sportbewegung mit ihren Sportspielen dar.
In Österreich setzte die Bewegung erst später infolge der Enquete für körperliche Erziehung (1910) ein, die ähnliche Ziele der staatlichen Bereitstellung von Ressourcen für die vormilitärische Jugendbildung verfolgte.
In Großbritannien und den USA gab es parallel hierzu das Playground Movement.